# Marchaux
Marchaux est une ancienne commune française située dans le département du Doubs en région Bourgogne-Franche-Comté. Les habitants se nomment les Marchaliens.

## Géographie

### Toponymie
In Marcaléo en 967 ; Melchal en 1163 ; Merchal en 1171 ; Marchal en 1203 ; Marchaut en 1262 ; Merchault en 1369 ; Marchault en 1420.
Marchaux est un village situé en périphérie de Besançon à treize kilomètres, au débouché de la forêt de Chailluz, entre deux côtes distantes de deux kilomètres.

### Transport
La commune est desservie par la ligne  71  du réseau de transport en commun Ginko.

## Histoire
La commune a fusionné avec Chaudefontaine pour former la commune nouvelle de Marchaux-Chaudefontaine au 1er janvier 2018.

## Politique et administration
| Période                                  | Période | Identité         | Étiquette | Qualité       |
| ---------------------------------------- | ------- | ---------------- | --------- | ------------- |
| 2014                                     | 2017    | Patrick Corne    | DVD       | Retraité      |
| 2001                                     | 2014    | Brigitte Vionnet | UDI-PR    | Mère au foyer |
|                                          | 2001    | M. Gros          |           |               |
| Les données manquantes sont à compléter. |         |                  |           |               |

## Démographie
L'évolution du nombre d'habitants est connue à travers les recensements de la population effectués dans la commune depuis 1793. Pour les communes de moins de 10 000 habitants, une enquête de recensement portant sur toute la population est réalisée tous les cinq ans, les populations de référence des années intermédiaires étant quant à elles estimées par interpolation ou extrapolation. Pour la commune, le premier recensement exhaustif entrant dans le cadre du nouveau dispositif a été réalisé en 2006.

En 2015, la commune comptait 1 235 habitants, en évolution de +14,99 % par rapport à 2009 (Doubs : +1,88 %, France hors Mayotte : +2,11 %).
| 1793 | 1800 | 1806 | 1821 | 1831 | 1836 | 1841 | 1846 | 1851 |
| ---- | ---- | ---- | ---- | ---- | ---- | ---- | ---- | ---- |
| 360  | 310  | 353  | 389  | 450  | 461  | 541  | 568  | 589  |

| 1856 | 1861 | 1866 | 1872 | 1876 | 1881 | 1886 | 1891 | 1896 |
| ---- | ---- | ---- | ---- | ---- | ---- | ---- | ---- | ---- |
| 538  | 550  | 534  | 480  | 442  | 405  | 422  | 417  | 405  |

| 1901 | 1906 | 1911 | 1921 | 1926 | 1931 | 1936 | 1946 | 1954 |
| ---- | ---- | ---- | ---- | ---- | ---- | ---- | ---- | ---- |
| 367  | 362  | 360  | 308  | 261  | 248  | 228  | 236  | 265  |

| 1962 | 1968 | 1975 | 1982 | 1990 | 1999 | 2006  | 2011  | 2015  |
| ---- | ---- | ---- | ---- | ---- | ---- | ----- | ----- | ----- |
| 305  | 379  | 556  | 688  | 806  | 937  | 1 030 | 1 161 | 1 235 |

Les habitants sont appelés les Marchaliens et Marchaliennes.

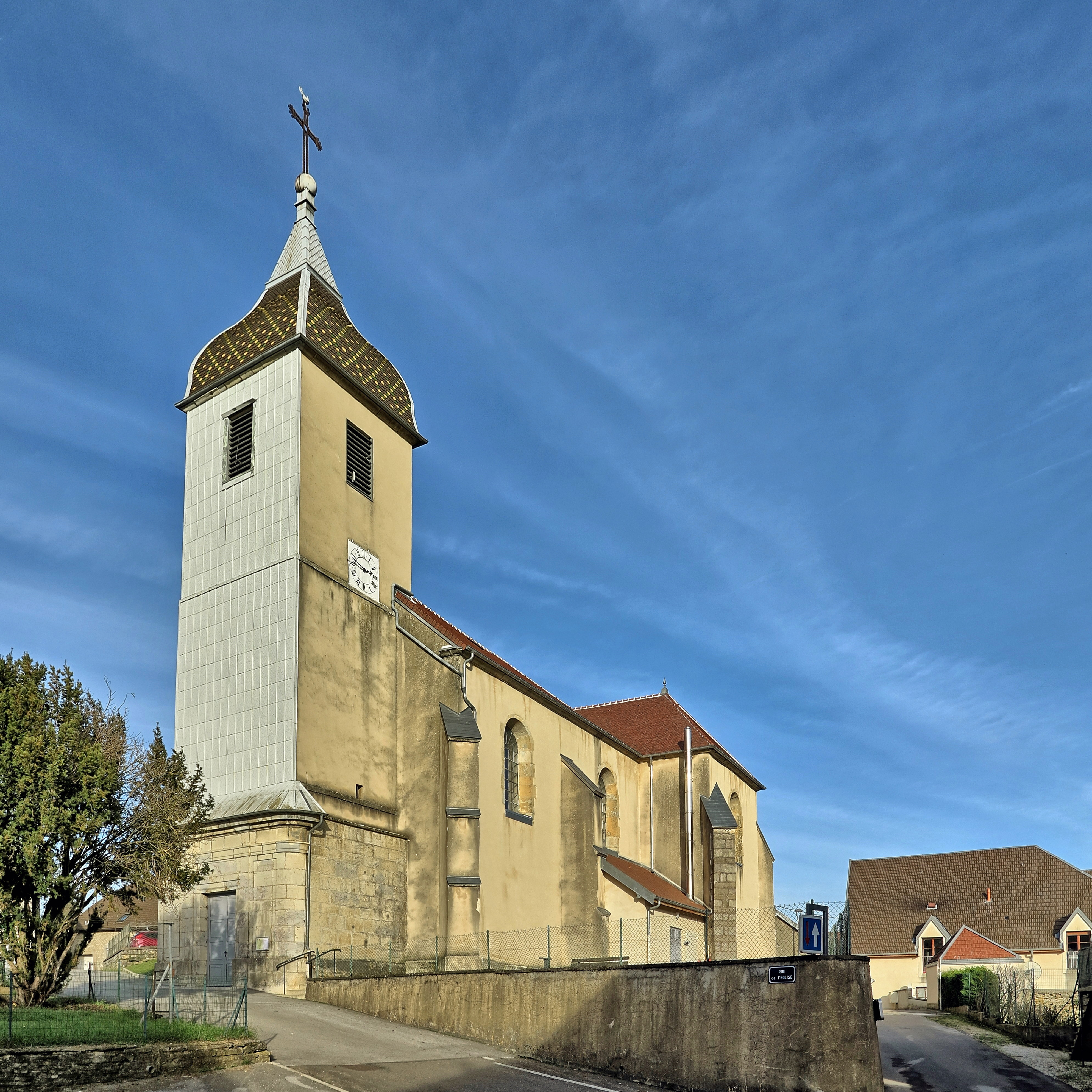
L'église.

## Lieux et monuments
- L'église Saint-Martin construite entre 1715 et 1719[8]
- La mairie-lavoir de Marchaux, datée de 1826, inscrite aux monuments historiques en 1990.
- Ce village organise chaque année une course de côte, épreuve comptant pour le championnat de France moto de la montagne.
- La forêt de Marchaux entoure le village.